# Yonathan Monsalve
Monsalve  Pertsinidis est un nom espagnol. Le premier nom de famille, en général paternel, est Monsalve ; le second, en général maternel, souvent omis, est Pertsinidis.
Yonathan Alejandro Monsalve Pertsinidis, né le 28 juin 1989 à Barinas, est un coureur cycliste vénézuélien. Son frère aîné Ralph est également coureur cycliste.

## Biographie

### Débuts amateurs en Italie
En septembre 2008, Yonathan Monsalve participe au championnat du monde espoirs à Varèse en Italie, avec l'équipe du Venezuela. Il abandonne en cours de course. Durant cette saison, il a obtenu des places d'honneur lors d'étapes du Tour du Venezuela et du Clásico Ciclístico Banfoandes. En 2009, il remporte deux étapes du Tour du Táchira, dont il prend la troisième place, et devient champion du Venezuela espoirs. Il court en Italie au G.S. Mastromarco, équipe amateur. En 2010, avec cette équipe, il remporte des étapes du Tour de la Vallée d'Aoste, dont il prend la deuxième place au classement général, et du Girobio. Il participe pour la deuxième fois au championnat du monde espoirs, et se classe cette fois 19e.

### Carrière professionnelle
En 2011, Yonathan Monsalve devient coureur professionnel au sein de l'équipe continentale professionnelle italienne Androni Giocattoli. Au début de l'année, il remporte le Tour de Langkawi (une des courses les plus importantes du calendrier de l'UCI Asia Tour). Lors de la 4e étape montagneuse, il fait partie d'un groupe d'échappés qui se dispute le gain de l'étape, ce qui lui permet de se placer au classement général, à 10 secondes du leader, le Japonais Takeaki Ayabe. Le lendemain, il remporte l'étape reine de l'épreuve, arrivant en altitude aux Genting Highlands. Il dispose au sprint de son dernier compagnon, le Colombien Libardo Niño, nouveau leader de l'épreuve. Monsalve est alors à 2 secondes de Niño. Lors de la 8e étape à la faveur de deux sprints bonifications lui rapportant 4 secondes, il s'empare du maillot de leader. Il ajoute 3 nouvelles secondes le lendemain et remporte, à l'issue de la 10e étape, le Tour de Langkawi pour 5 secondes, devant Libardo Niño.
Le 10 octobre 2019, il est provisoirement suspendu par l'Union cycliste internationale après un contrôle positif au GW501516 et au LGD-4033, des stéroïdes anabolisants. Le contrôle a été réalisé le 21 juillet, lors de la huitième étape du Tour du lac Qinghai. Il est suspendu 4 ans jusqu'en juillet 2023.

## Palmarès
- 2009
  -  Champion du Venezuela sur route espoirs
  - 3e et 12e étapes du Tour du Táchira
  - 2e de Parme-La Spezia
  - 2e de la Coppa Colli Briantei Internazionale
  - 2e du Trofeo SC Corsanico
  - 3e du Tour du Táchira
  - 3e de la Coppa Ciuffenna
- 2010
  -  Champion du Venezuela sur route espoirs
  -  Médaille d'argent du championnat panaméricain sur route espoirs
  - 7e étape du Tour du Táchira
  - 8e étape du Baby Giro
  - 2e étape du Tour de la Vallée d'Aoste
  - 2e du championnat du Venezuela sur route
  - 2e du Giro delle Valli Cuneesi
  - 2e du Tour de la Vallée d'Aoste
  - 3e du Giro del Montalbano
- 2011
  - Tour de Langkawi :
    - Classement général
    - 5e étape
- 2014
  - 3e étape du Tour du Venezuela
- 2015
  - 10e étape du Tour du Táchira
- 2016
  - 3e étape du Tour du Trujillo
  - Tour du Venezuela :
    - Classement général
    - 2e étape

  -  Médaillé de bronze du championnat panaméricain sur route
- 2017
  - 3e étape du Tour du Táchira
  - Classement général du Tour du lac Qinghai
  - 5e étape du Tour de Singkarak
  - 3e du Tour de Singkarak
- 2018
  - 10e étape du Tour du Táchira
- 2019
  - 4e étape du Tour du Táchira
- 2023
  - Clásica Ciudad de Caracas
  - 3e étape du Clásico Virgen de la Consolación

## Résultats sur les grands tours

### Tour d'Italie
2 participations
- 2014 : 66e
- 2015 : 30e

## Classements mondiaux
| Année            | 2008 | 2009 | 2010 | 2011 | 2012 | 2013   | 2014 | 2015 | 2016 | 2017 |
| ---------------- | ---- | ---- | ---- | ---- | ---- | ------ | ---- | ---- | ---- | ---- |
| UCI America Tour | 387e | 33e  | 29e  |      | 105e | 148e   | 114e |      | 18e  | 72e  |
| UCI Asia Tour    |      |      |      | 11e  | 315e | 211e   | 351e |      |      | 15e  |
| UCI Europe Tour  |      | 473e | 205e |      | 505e | 1 195e |      |      |      |      |
| UCI Africa Tour  |      |      |      |      |      |        |      |      | 128e |      |